# Sturnella loyca
Sturnella loyca е вид птица от семейство Трупиалови.

## Разпространение
Видът е разпространен в Аржентина, Фолкландски острови, Чили и Южна Джорджия и Южни Сандвичеви острови.